# Sender Hoyerswerda/Zeißig
Der Sender Hoyerswerda/Zeißig (auch Sender Hoyerswerda) ist eine Sendeanlage in der nördlichen Oberlausitz in Sachsen, die gegenwärtig zur Verbreitung von Hörfunkprogrammen und zur Signalübertragung im Mobilfunknetz genutzt wird. Sie befindet sich im Hoyerswerdaer Ortsteil Zeißig und wurde als Sendestelle Schwarze Pumpe bzw. Sender Groß Zeißig von 1959 bis 1961 für die Deutsche Post in der ehemaligen DDR errichtet. 34 Jahre später begann ein mehrjähriger Umbau der Anlage durch die Deutsche Bundespost Telekom bzw. spätere Deutsche Telekom. Jetziger Eigentümer ist die Deutsche Funkturm.

## Geschichte

### 1959
In den Jahren 1959 bis 1961 erfolgte der Bau eines 105 Meter hohen Strahlers in der Form eines Stahlgittermastes für die Sendeanlage, deren Bezeichnung mehrmals wechselte, so von Sender bzw. Sendestelle Schwarze Pumpe zu Groß Zeißig und Zeißig sowie letztlich zur gegenwärtigen – Sender Hoyerswerda/Zeißig oder auch Sender Hoyerswerda. Der Sendemast diente der Ausstrahlung des Mittelwellen-Programmes Radio DDR, zum Teil in Niedersorbisch (Serbska redakcija Chóśebuz pśi Radio NDR/Sorbische Redaktion in Cottbus beim Radio DDR) produziert, auf 746 kHz sowie des Berliner Rundfunks auf der Mittelwellenfrequenz 999 kHz mit einer Sendeleistung von 5 kW und später 20 kW. Außerdem kam noch Radio DDR II auf UKW 100,4 MHz hinzu.

### 1993
Nach der Wende wurde 1993 der Sendebetrieb auf Mittelwelle in Zeißig eingestellt. Zwischenzeitlich wurden RIAS Berlin sowie danach Deutschlandradio Berlin ausgestrahlt. 1997 erfolgte die Sprengung des alten Sendemasts und der Neubau eines 176 Meter hohen, abgespannten Stahlfachwerkmastes als Antennenträger z. B. für UKW-Rundfunk. Neben diesem Mast existiert auf dem Areal des Senders Hoyerswerda/Zeißig noch ein 67 Meter hoher, abgespannter Stahlrohrmast, der Sendeantennen für Mobilfunk trägt.

## Frequenzen und Programme

### Analoger Hörfunk (UKW)
Auf der Frequenz 100,4 MHz von MDR Sachsen wird der Sorbische Rundfunk (obersorbisch Serbski rozhłós) des MDR gesendet. Auf der zweiten Frequenz 93,0 MHz mit geringerer Leistung wird das normale Programm von MDR Sachsen gesendet. Weitere Programme werden entsprechend der nachfolgenden Auflistung ausgestrahlt:
| Frequenz (MHz) | Programm                          | RDS PS              | RDS PI | Regionalisierung              | ERP (kW) | Antennendiagrammrund (ND)/gerichtet (D) | Polarisationhorizontal (H)/vertikal (V) |
| -------------- | --------------------------------- | ------------------- | ------ | ----------------------------- | -------- | --------------------------------------- | --------------------------------------- |
| 87,6           | Energy Sachsen                    | _ENERGY_            | D3CE   | Dresden/Lausitz               | 0,32     | D                                       | H                                       |
| 89,0           | MDR Jump                          | MDR_JUMP            | D3C2   | –                             | 0,5      | ND                                      | H                                       |
| 89,7           | Deutschlandfunk Kultur            | Dlf_Kult            | D220   | –                             | 0,5      | ND                                      | H                                       |
| 93,0           | MDR Sachsen                       | MDR_SN_B            | D7C1   | Bautzen                       | 1        | ND                                      | H                                       |
| 94,2           | MDR Aktuell                       | MDR_____/AKTUELL_   | D3D5   | –                             | 1        | D                                       | H                                       |
| 94,7           | MDR Kultur                        | MDR_____/KULTUR__   | D3C3   | –                             | 1        | ND                                      | H                                       |
| 96,9           | R.SA                              | __R.SA__            | 14C2   | Dresden                       | 0,2      | D                                       | H                                       |
| 100,4          | MDR Sachsen (Sorbischer Rundfunk) | MDR_SN_B ; MDR_SORB | D7C1   | Bautzen / Sorbisches Programm | 30       | ND                                      | H                                       |

Von einem anderen Standort nordwestlich des Senders wird das Programm Lausitzwelle auf der Frequenz 102,8 MHz verbreitet.

### Digitales Radio (DAB+)
DAB+ wird in vertikaler Polarisation und im Gleichwellenbetrieb mit anderen Sendern ausgestrahlt.
| Block                     | Programme (Datendienste) | ERP (kW) | Antennen- diagramm rund (ND), gerichtet (D) | Gleichwellennetz (SFN) |
| ------------------------- | --- | -------- | ------------------------------------------- | --- |
| 9A MDR Sachsen (D__00209) | - MDR Sachsen (DD) (80 kbps) - MDR Sachsen (L) (80 kbps) - MDR Sachsen (C) (80 kbps) - MDR Sachsen (BZ) (80 kbps) - MDR Sachsen auf Sorbisch (80 kbps) - MDR Sachsen Extra (48 kbps) - MDR Jump (88 kbps) - MDR Kultur (88 kbps) - MDR Tweens (80 kbps) - MDR Sputnik (88 kbps) - MDR Aktuell (72 kbps) - MDR Klassik (112 kbps) - MDR Schlagerwelt (SN) (88 kbps) - MDR TPEG (16 kbps) - MDR EPG (16 kbps) | 8,9      | D (70°-40°)                                 | Chemnitz, Dresden, Freiberg, Geyer, Görlitz, Hoyerswerda, Leipzig, Löbau, Neustadt, Oschatz, Reichenbach (Netzschkau), Roitzsch, Schöneck, Zittau, Zwickau Ost |